# Gulnäbbad kricka
Gulnäbbad kricka (Anas flavirostris) är en sydamerikansk fågel i familjen änder inom ordningen andfåglar. Tidigare behandlades andinsk kricka (Anas andium) som en underart till gulnäbbad kricka, men urskiljs numera oftast som egen art. Den minskar i antal men IUCN kategoriserar ändå beståndet som livskraftigt.

## Utseende och läten

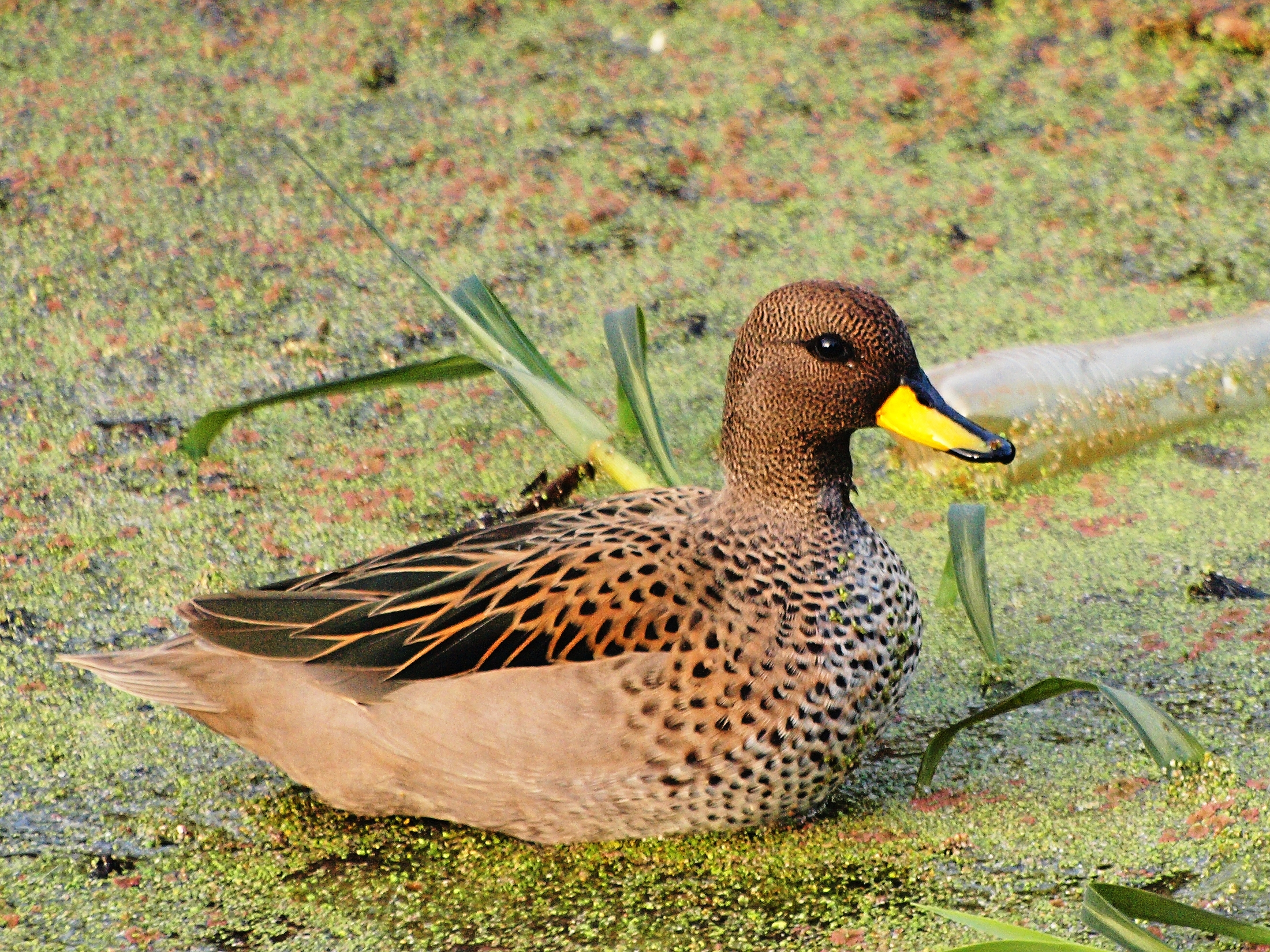

Gulnäbbad kricka är en liten (40–43  cm), brun and med som namnet avslöjar tydligt gul näbb. Huvudet är gråbrunt och ryggen svartaktig med ockrafärgade fjäderkanter, medan nedre delen av ryggen och övergumpen är brun. Undersidan är ljusbrun med svartaktiga fläckar på bröstet. I flykten syns en beigekantad grön vingspegel på brunaktiga vingar. Fåglar i höglänta områden i Anderna är något större, med längre vingar samt ljusare under och fläckad i mindre utsträckning. Hanens läte är en hög krickliknande vissling, "pireep", medan honan yttrar ett tystlåtet "jziiiu".

## Utbredning och systematik
Gulnäbbad kricka delas in i två distinkta underarter med följande utbredning:
- Anas flavirostris flavirostris – norra Argentina, Uruguay och sydöstra Brasilien söderut till Eldslandet; även Sydgeorgien och Falklandsöarna
- Anas flavirostris oxyptera – höglänta områden från centrala Peru till norra Chile och Argentina

Fågeln har påträffats i Europa i bland annat Sverige, Storbritannien, Belgien och Italien, men det har bedömts osannolikt att den nått dit på naturlig väg.

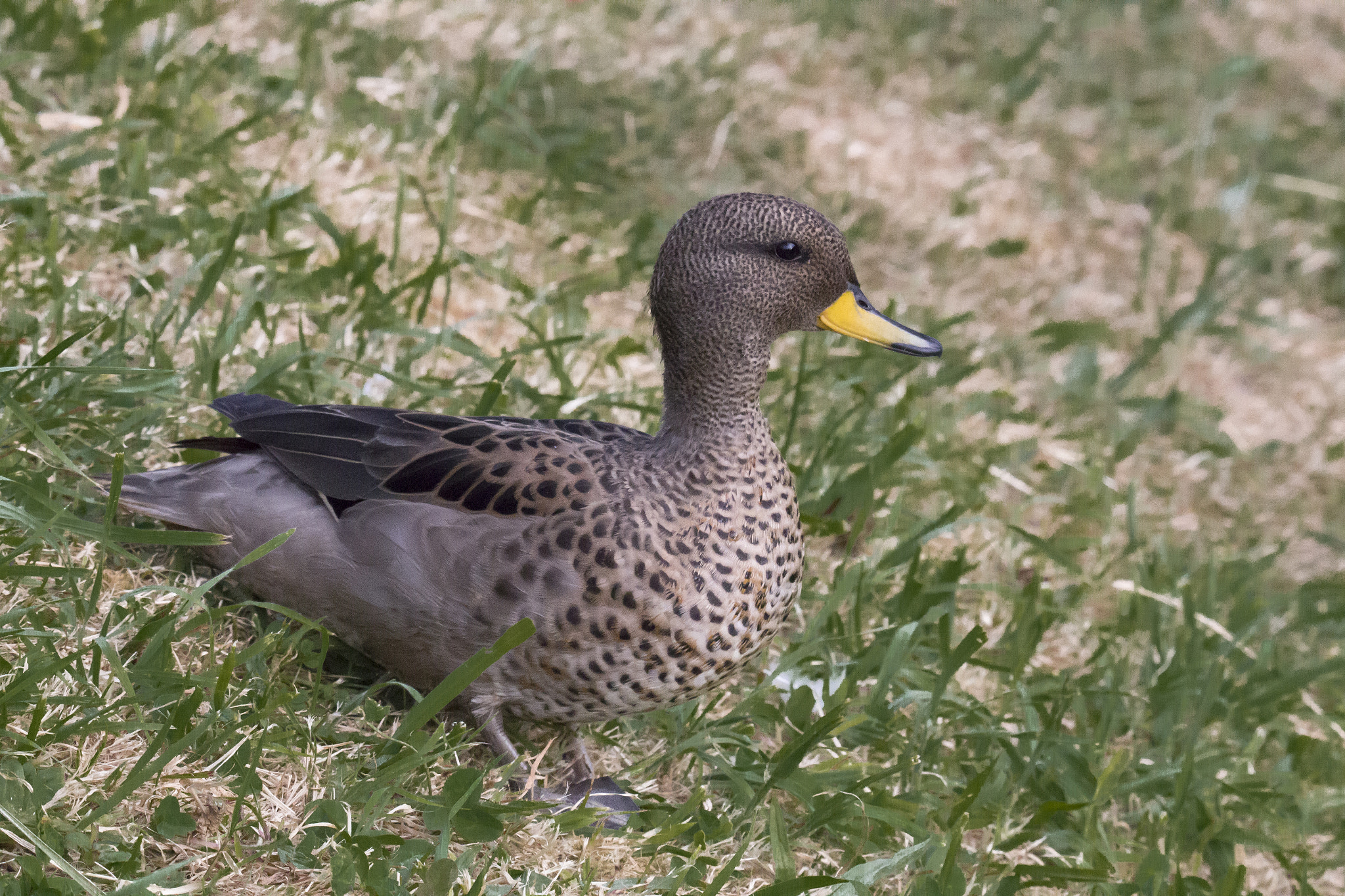

### Släktskap
Gulnäbbad kricka är mycket nära släkt med kricka och amerikansk kricka. DNA-studier visar faktiskt att den möjligen står närmare amerikansk kricka än vad den senare är släkt med krickan, trots dessa arters näranog identiska utseenden. Andinsk kricka (A. andium) behandlades tidigare som underart, men urskiljs numera allmänt som egen art.

## Levnadssätt

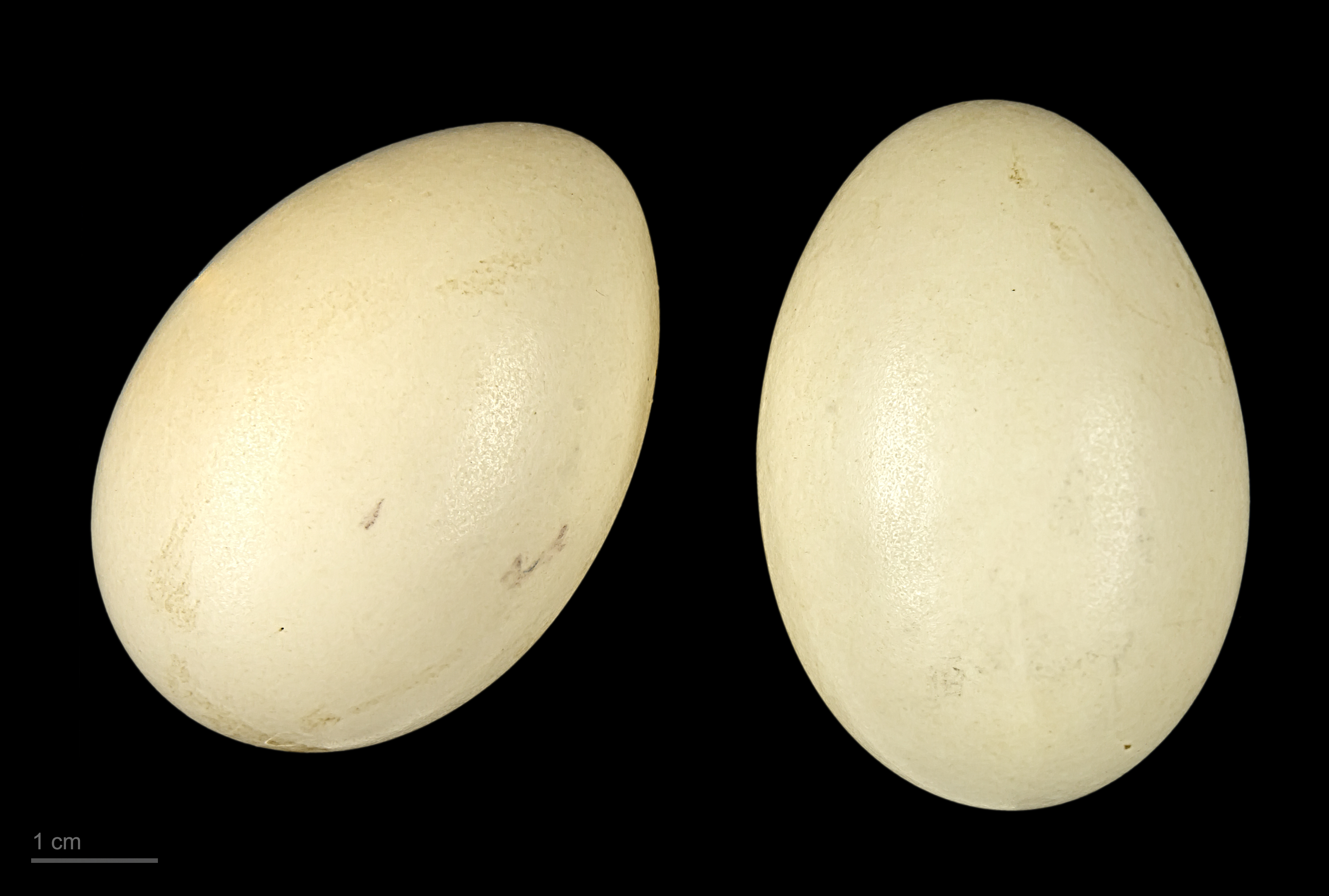
Ägg från gulnäbbad kricka.

Gulnäbbad kricka hittas i sjöar och våtmarker samt utmed åar och floder upp till 4 400 meters höjd. Den livnär sig av små vattenlevande ryggradslösa djur (insekter, kräftdjur och märlkräftor), frön, frukt, sjögräs och alger. Fågelns häckningstid varierar geografiskt.

## Status
Arten har ett stort utbredningsområde och beståndet anses vara stabilt. Internationella naturvårdsunionen IUCN listar den därför som livskraftig (LC). Världspopulationen uppskattas till mellan 695 000 och 755 000 adulta individer.

## Namn
Fågelns vetenskapliga artnamn flavirostris betyder just "gulnäbbad".